# لشکرگاه
شهر لشکرگاه مرکز استان هلمند کشور افغانستان است که با قندهار از طریق جاده حدود دو ساعت به سمت غرب فاصله دارد.
لشکرگاه ادامه‌دهنده سکونت انسانی در نزدیکی ویرانه‌های شهر باستانی بُسْت سیستان است. بست کاخ زمستانی سلطان محمود و امپراتوری غزنوی بود و سرنوشتی همانند غزنی داشت. 
بعد از سال ۱۹۵۳ میلادی بازاری در این شهر به عنوان مرکز طرح و پروژه‌های مزبور در نزدیکی خرابه‌های قدیمی این شهر به وجود آمد. در سال ۱۹۶۳/۱۹۶۲ اولین ساختمان‌های جدید شهر توسط طراحان آمریکایی در کنار ساختمان‌های ادارات دره هلمندارغند و بخش‌های شرقی بستر هلمندرود ساخته شده‌است.

## پیشینه
بُست، شهری کهن نزدیک پیوندگاه رودهای هیرمند و ارغنداب بود که امروزه ویرانه‌های آن مجاور شهر لشکرگاه، برجاست. در واقع بست و لشکرگاه دو بخش از یک شهر بوده‌اند. در بخش نخست مردم کوچه و بازار زندگی می‌کردند که کانون بازرگانی و دادوستد بوده‌است و در بخش دیگر سپاهیان و صاحب منصبان سکنی داشتند.
لشکرگاه جدید به عنوان یک پروژه مهم توسعه‌ای ایالات متحده در طول جنگ سرد در دهه ۱۹۶۰ اجرا شد، به طوری که لشکرگاه را «آمریکای کوچک» می‌نامیدند. علاقه‌مندان و متخصصان کشاورزی ایالات متحده بیش از یک دهه کار کردند و شهر جدید را در لشکرگاه احداث کردند و شبکه گسترده‌ای از کانال‌های آبیاری و سد برق‌آبی کَجَکی را ساختند.
این برنامه در سال ۱۹۷۹ با حمله ارتش سرخ رها شد. امروزه همان شبکه کانال‌ها که برای آبیاری کشتزارهای گیاهان خوردنی طراحی شده‌است، برای کشت خشخاش استفاده می‌شود و به این خاطر هلمند تبدیل به بزرگترین ولایت تولید تریاک در افغانستان شده است.
هلمند یکی از ناآرام‌ترین ولایت‌های افغانستان است، و نیروهای ایساف انگلیس درگیری‌های شدید بی‌سابقه‌ای را با شورشیان در سراسر این ولایت تجربه کرده‌اند. تجارت تریاک هم به بی‌ثباتی بیشتر منطقه لشکرگاه انجامیده است.
از شکوه و جلال غزنویان در لشکرگاه آثار کمی باقی مانده‌است. بخش‌هایی از ویرانه‌های شهر قدیم را می‌توان در سمت دورتر میدان هوایی (فرودگاه) لشکرگاه،‌ در کنار رودخانه هلمند، دید که ویران‌تر از آثار غزنوی غزنی هستند. تاق بزرگ بست (که تصویرش بر اسکناس‌های ۱۰۰ افغانی دیده می‌شود) روزگاری به عنوان ورودی شهر خدمت می‌کرد. امروزه برای جلوگیری از ریزشش، آن را از آجر و گل و لای پر کرده‌اند.
در سال ۱۹۷۳ بازار این شهر ۶۵۵ مغازه داشت که در آن خواربارفروشی، انواع و اقسام پارچه فروشی و تعمیرگاه‌های نوین و یدک فروشی دیده می‌شده‌است. بازار خلج از بازارهای معروف لشکرگاه است و آن جمعه بازاری است که در۲۳ کیلومتری جنوب این شهر جای دارد.